# خاندان ناریتا
خاندان ناریتا (به ژاپنی: 成田氏) یکی از خاندان‌های ژاپن از دوره کاماکورا تا دوره آزوچی-مومویاما در ولایت موساشی بود.